# Hühnerauge

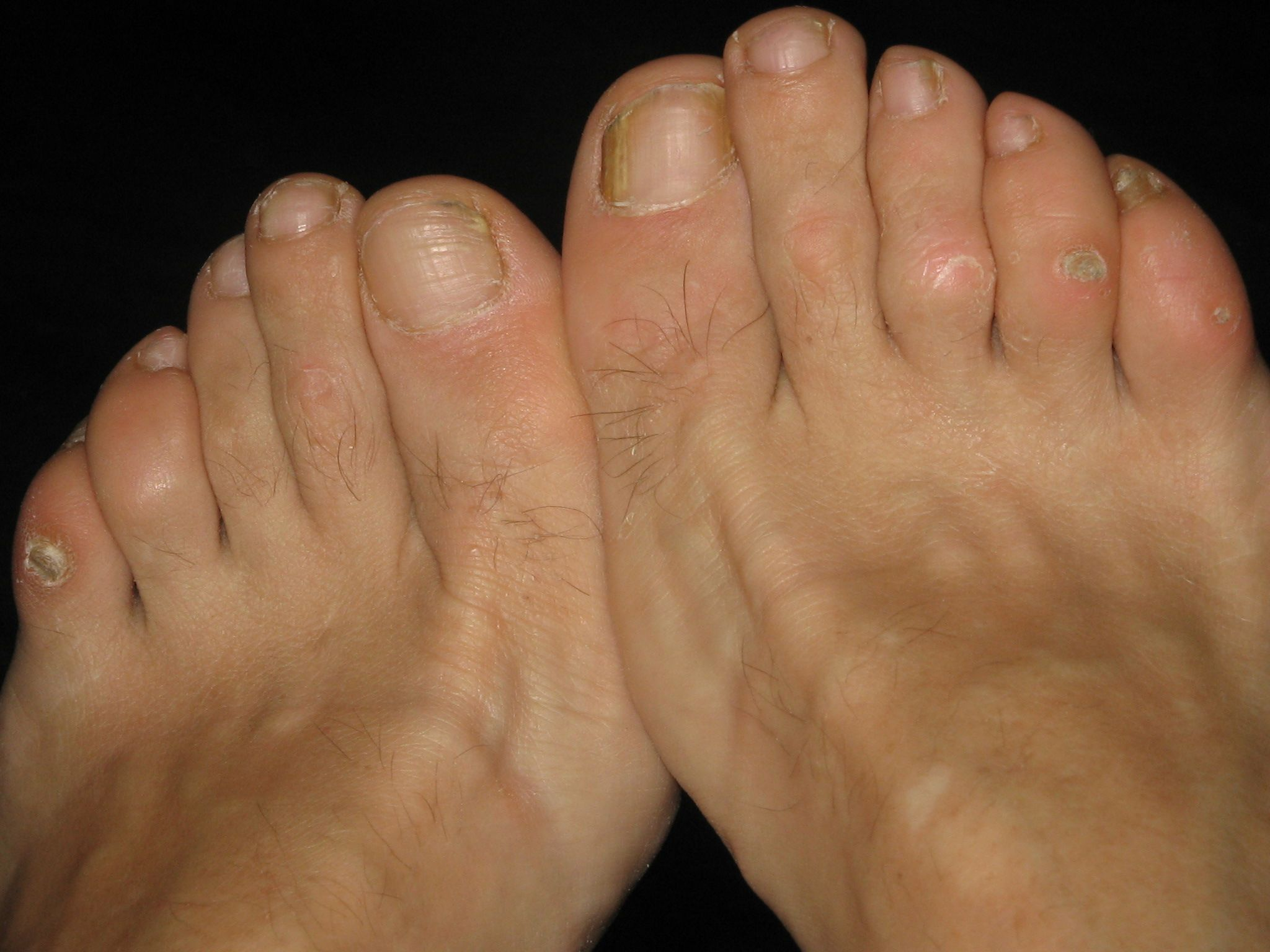
Füße mit Hühneraugen

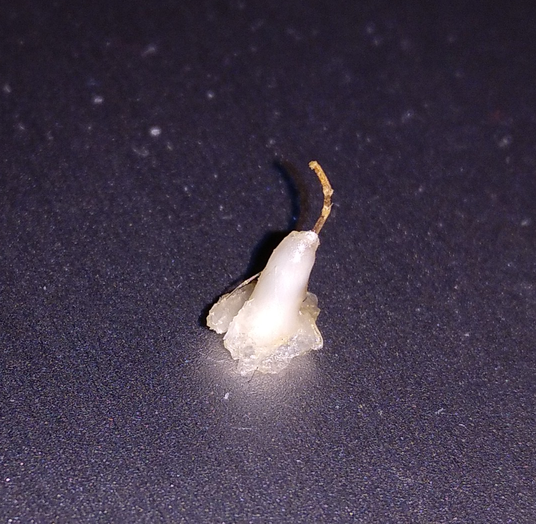
Kegel nach der Extraktion

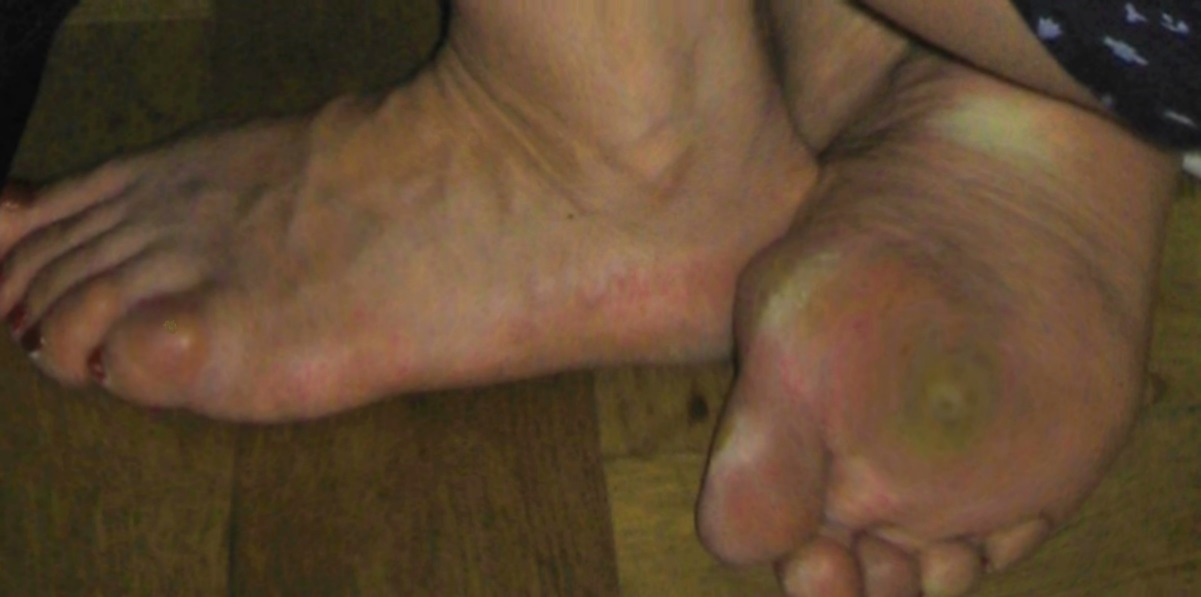
Hühnerauge am kleinen Zeh und Warze an der Fußsohle

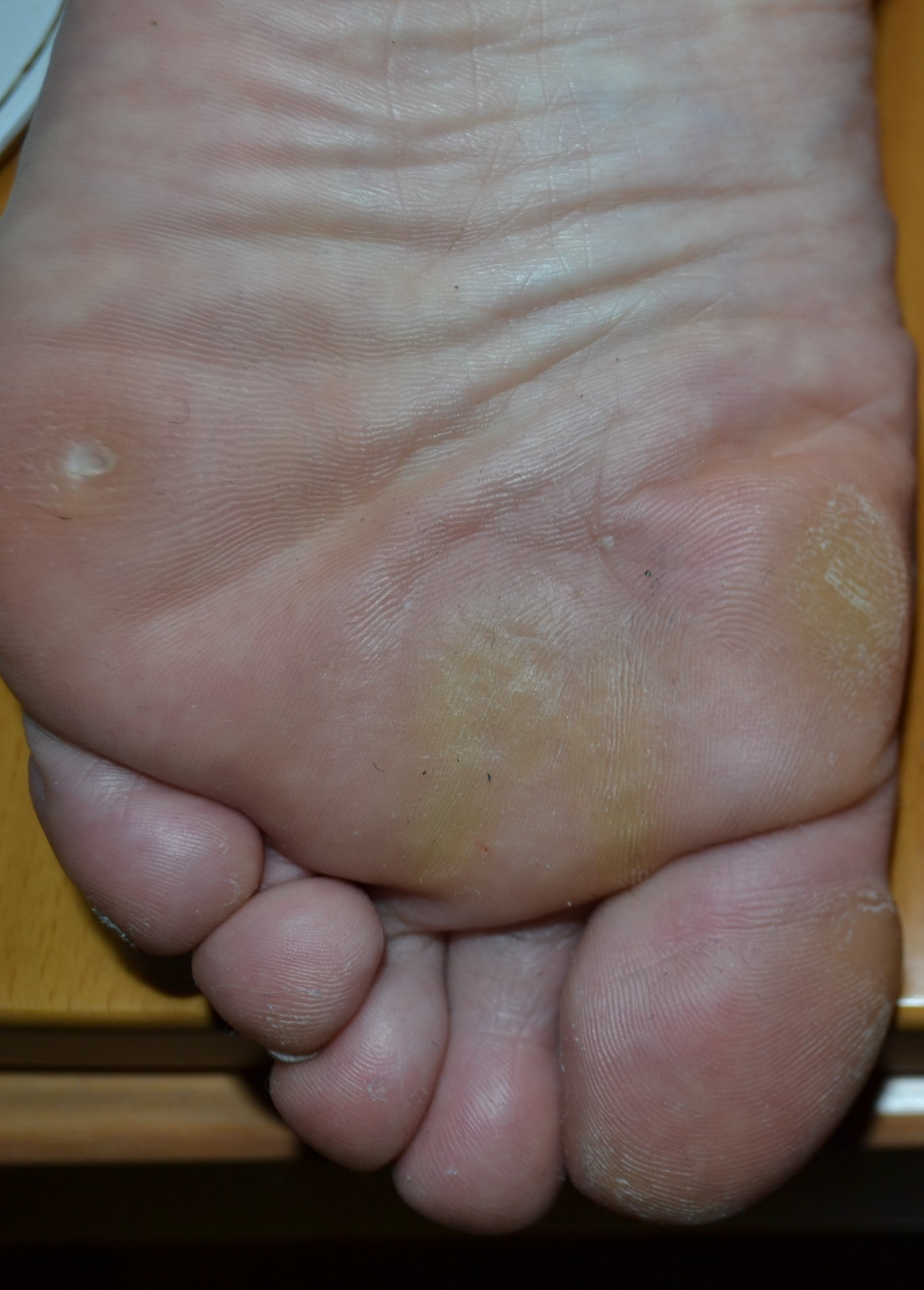
Hühnerauge (links) und Schwielen an der Fußsohle. Unter der Schwiele an der Ballenmitte befindet sich eine schmerzhafte Dornwarze.

Das Hühnerauge (auch Krähenauge, Hornauge, Leichdorn, Klavus bzw. Clavus von lateinisch clavus ‚Nagel‘) ist eine durch chronischen Druck auf knochennahe Haut bedingte, umschriebene, meist sehr schmerzhafte Hornschwielenbildung mit zentralem, in die Tiefe gerichtetem Sporn. Sporn bezeichnet in diesem Zusammenhang die harte, kegelförmige Hyperkeratose (Hornzapfen), deren Spitze nach innen gerichtet ist.

## Wortbedeutung
Seit dem 16. Jahrhundert belegt, bezieht sich das Wort „Hühnerauge“ wie die gleichbedeutenden Bezeichnungen Elstern- oder Krähenauge auf die Ähnlichkeit mit einem Vogelauge, während Leichdorn auf den toten Körper oder totes Gewebe Bezug nimmt.

## Entstehung
Die Hühneraugen der Fußsohlen (plantare Clavi) entstehen in der Regel nahe den Köpfchen der Mittelfußknochen, jene der Zehen am Zehenrücken nahe den Zehengelenken (Interphalangealgelenken) als dorsale oder interdigitale Clavi. Orthopädische Besonderheiten wie ein Senk- oder Spreizfuß oder arthrotisch veränderte Zehengelenke begünstigen in Kombination mit ungünstigem Schuhwerk die Schwielenbildung. Aufgrund der Druckverhältnisse kommt es zu einer kegelförmigen Hornhautverdickung, deren Spitze nach innen gerichtet ist.
Gelegentlich lässt sich keine orthopädisch-mechanische Ursache erkennen. Vermutlich ist dann eine lokale Virusinfektion verantwortlich, und es handelt sich somit um eine Viruswarze.

## Arten von Hühneraugen

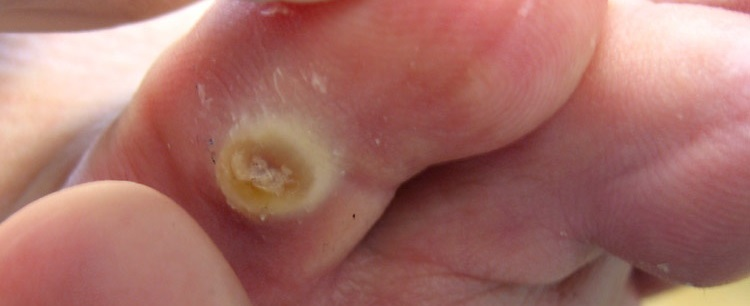
Hühnerauge zwischen den Zehen (Clavus mollis)

Insgesamt gibt es sechs Arten von Hühneraugen, die nach Härte, Aufbau oder Ort des Auftretens unterschieden werden:
Clavus durus
Ein hartes Hühnerauge, das in erster Linie an der Fußsohle, aber auch auf der Oberseite der Zehen auftreten kann.
Clavus mollis
Ein weiches Hühnerauge. Der Clavus mollis tritt meist zwischen den Zehen auf.
Clavus neurovascularis
Ein Hühnerauge, das in der Hornhautschicht von kleinen Blutgefäßen durchzogen und daher sehr schmerzempfindlich ist.
Clavus papillari
Ein schmerzempfindliches Hühnerauge, das an einem klaren weißen Rand erkennbar ist. Unter der Hornschicht liegt entweder ein Bluterguss oder eine gallertartige Schicht.
Clavus neurofibrosus
Ein kreisrunder und tiefgehender Clavus. Der Clavus neurofibrosus ist vernarbt und von Nerven- und Bindegewebsfasern durchzogen.
Clavus subungualis
Clavus subungualis bezeichnet ein Hühnerauge, das sich unter dem Nagel bildet.

## Komplikationen
Schmerzbedingt können Hühneraugen das Gehen unmöglich machen oder deutlich erschweren und besonders alte Menschen entscheidend bei Aktivitäten des täglichen Lebens mit allen daraus folgenden weiteren Konsequenzen quälen. Bei gleichzeitigem Diabetes mellitus oder einer Neuropathie anderer Ursache sind die Veränderungen wohl schmerzärmer oder schmerzlos, können aber umso schwerwiegendere Veränderungen nach sich ziehen und durch Fistel- und Ulkusbildung zu einem Malum perforans sowie durch Infektionen zu einer diabetischen Gangrän der Zehen oder des Fußes führen.

## Behandlung
Eine Behandlung wird zweckmäßig mit einem etwa 20 Minuten dauernden Fußbad in warmem Wasser eingeleitet. Dadurch wird die Haut eingeweicht und kann unterhalb des Sporns abgelöst und dieser dadurch freigelegt werden. Nach dieser Vorbehandlung kann man eine Salicylsäure-haltige Lösung oder ein mit Salicylsäure getränktes Pflaster auftragen. An die Grenzen der Selbstbehandlung geht das Aufritzen und Abziehen der Hornhautschichten mit einem Messer, z. B. einem speziellen Hühneraugenmesser. Ansonsten bieten Podologen hierfür ihren Dienst an. Sehr tief sitzende Hühneraugen lassen sich operativ entfernen. Im 19. Jahrhundert gab es dafür die spezielle Berufsbezeichnung Operateur für Hühneraugen.

## Prävention
Gesundes Schuhwerk und gegebenenfalls orthopädische Einlagen können vorbeugen. Eine weitere Hilfe ist, zwischendurch auch barfuß zu laufen.